# Blatina (wieś)
Blatina (cyr. Блатина) – wieś w Czarnogórze, w gminie Kolašin. W 2011 roku liczyła 110 mieszkańców.